# Армин (филм)
Армин је босанскохерцеговачки филм снимљен 2007. године у режији Огњена Свиличића, који је уједно написао и сценарио.

## Кратак садржај
Пореклом из Босанске Посавине четрнаестогодишњи дечак Армин са оцем Ибром путује у Загреб на филмску аудицију, где једна немачка продукција снима филм о рату у Босни, и тражи дечака за главну улогу. Поносан на свог сина, Ибро жели да његов син постане светска филмска звезда, док стидљиви Армин нерадо покушава да удовољи своме оцу и испуни његов сан. Додела улога пролази лоше, па Армин постаје све више разочаран и повлачи се у себе, док се код Ибре јавља велика жеља да се бори за филмску каријеру свога сина. На крају, обојица стичу нешто много вредније: узајамну љубав и поштовање, те Армин увиђа колико га отац стварно воли.

## Улоге
| Глумац                | Улога              |
| --------------------- | ------------------ |
| Емир Хаџихафизбеговић | Ибро               |
| Армин Омеровић        | Армин              |
| Барбара Прпић         | Мартина            |
| Твртко Јурић          | Рецепционар        |
| Дарија Лоренци        | Аида               |
| Jens Münchow          | Улрих              |
| Marie Bäumer          | Гудрун             |
| Orhan Güner           | Арпад              |
| Бошко Перић           | Зоки               |
| Сенад Башић           | Сусед              |
| Енис Беслагић         | Путник са новинама |
| Месуд Дедовић         | Злајо              |
| Ивана Боланца         | Нана               |